# Žarko Udovičić
Žarko Udovičić (in serbo Жарко Удовичић?; Užice, 9 settembre 1987) è un calciatore serbo, difensore del Mladost Lučani.

## Carriera

### Club
Il 20 agosto 2015 viene acquistato a titolo definitivo dalla squadra polacca dello Zagłębie Sosnowiec. In Polonia ha vestito anche le maglie di Lechia Danzica e Raków Częstochowa.

## Palmarès

### Club

#### Competizioni nazionali
- Supercoppa di Polonia: 2

Lechia Danzica: 2019
Raków Częstochowa: 2021